# Затишнянська сільська територіальна громада
Затишнянська сільська територіальна громада — територіальна громада в Україні, в Кам'янському районі Дніпропетровської області, з адміністративним центром у селі Затишне.

## Загальна інформація
Площа території громади — 223,97 км², чисельність населення — 2 232 особи (2019 р.).

## Населені пункти
До складу громади увійшли села Березине, Благодатне, Бузулуки, Високе, Вітрівка, Водяна Балка, Гуляйполе, Затишне, Козаче, Лозуватка, Лозуватське, Лугове, Малософіївка, Михайлівка, Преображенка, Смоленка, Тарасівка, Удачне, Українське, Червона Балка, Червоне, Черкаське та селище Гранітне.

## Історія
Створена у 2019 році шляхом об'єднання Затишнянської та Преображенської сільських рад Криничанського району Дніпропетровської області.
Відповідно до розпорядження Кабінету Міністрів України № 709-р від 12 червня 2020 року «Про визначення адміністративних центрів та затвердження територій територіальних громад Дніпропетровської області», до складу громади було включено територію та населені пункти Гуляйпільської сільської ради Криничанського району Дніпропетровської області.
Відповідно до постанови Верховної Ради України № 807-IX від 17 липня 2020 року «Про утворення та ліквідацію районів», громада увійшла до складу новоствореного Кам'янського району Дніпропетровської області.